# Nijmeegse Vierdaagse 2006
De jubileumeditie van de Nijmeegse Vierdaagse (90ste), die zou plaatsvinden van dinsdag 18 juli tot en met vrijdag 21 juli 2006, viel samen met de tweede hittegolf van dat jaar. De temperaturen liepen op de eerste dag op tot 34°C in de schaduw. Het is de eerste editie in de geschiedenis van de Nijmeegse Vierdaagse die werd gestaakt.

## Hyperthermie
De hoge temperatuur leidde tot problemen voor een aantal deelnemers. Drie personen moesten worden gereanimeerd, twee deelnemers overleden. Het ging om mannen van 65 en 58 jaar, waarvan er één overleed vlak voor de finish. Zij verkeerden in een goede gezondheid en waren gedegen voorbereid. Een van de overleden deelnemers was een ervaren Vierdaagseloper, het zou zijn dertiende keer worden. Voor de andere overleden deelnemer was het zijn zevende keer. Hij overleed enige uren na zijn aankomst aan meerdere hartinfarcten en een aneurysma op de camping in Groesbeek waar hij verbleef.
Negenenzestig mensen, met leeftijden van 17 tot 89 jaar, werden opgenomen in het Universitair Medisch Centrum St Radboud, het Canisius-Wilhelmina Ziekenhuis te Nijmegen en het Rijnstate ziekenhuis te Arnhem. In totaal kwamen er 250 tot 300 meldingen binnen over mensen die onwel waren geworden.
Op de avond van de eerste dag meldde de organisatie dat verdere etappes binnen de Vierdaagse 2006 deze keer niet doorgingen, in verband met de extreem warme weersomstandigheden en de verwachtingen voor de daaropvolgende dagen. Men vond het hierdoor te onverantwoord om de wandelaars verder op pad te sturen. Het was voor het eerst dat de wandeltocht vanwege extreme weersomstandigheden werd gestaakt.

## Feesten
De Vierdaagsefeesten gingen wel door maar kregen een terughoudend karakter: Op woensdag is om 20.00 uur op de grote podia een minuut stilte in acht genomen ter herdenking aan de slachtoffers.

## Gevolgen
Het bestuur van de Stichting 4Daagse heeft de suggestie om de tocht voortaan in het koelere najaar te houden verworpen. Het bestuur van de Stichting 4Daagse heeft op 24 juli 2006 bekendgemaakt dat er een onafhankelijk onderzoek komt naar de gang van zaken. Loek Hermans, dan oud-minister, leidde dat onderzoek, dat in oktober 2006 vooral adviezen opleverde. Men kreeg bijvoorbeeld het advies een vaste meteoroloog in dienst te nemen en aparte protocollen te maken voor situaties zoals die zich in 2006 voordeden. Het Openbaar Ministerie heeft een oriënterend feitenonderzoek gedaan naar de gebeurtenissen. Op 25 juli 2006 maakte het OM bekend dat er geen strafrechtelijk onderzoek komt.

## Herinneringsspeld

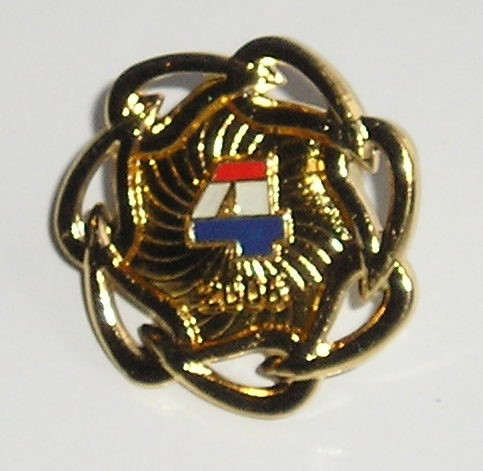
Herinneringsspeld Vierdaagse 2006

Alle gestarte deelnemers aan de editie 2006 ontvingen een herinneringsspeld.

## Wetenswaardigheden over de tocht van 2006
- De oudste ingeschreven deelnemer van 2006 was 92 jaar: dhr. P. Vermeulen uit Leidschendam, een oud-militair.
- De jongste ingeschreven deelnemers werden op 31 december 2006 twaalf jaar: een meisje uit Bemmel, een tweeling uit Heilig Landstichting en een jongen uit Capelle aan den IJssel.
- Dhr. B. van der Lans was de ingeschreven deelnemer met de meest gelopen Vierdaagsenmarsen: de editie van 2006 is zijn 60e Nijmeegse Vierdaagse.
- 48.854 deelnemers stonden ingeschreven, van wie er 43.141 aan de start verschenen.
- Ondanks de afgelasting van de marsen is toch het Vierdaagse-huwelijk voltrokken op 21 juli 2006 te Grave.

## Barometer
| Inschrijvingen                   | 48.854 |
| Inschrijvingen per 1 juli        | 48.854 |
| Aangemeld op zondag en maandag   | 43.141 |
| 1e dag niet gestart/ uitgevallen | 1.021  |
| 1e dag uitgelopen                | 42.120 |